# Edite Estrela
Edite de Fátima Santos Marreiros Estrela (1949) es una profesora y política portuguesa del Partido Socialista (PS), diputada en la Asamblea de la República. Anteriormente también desempeñó los cargos de alcaldesa de Sintra (1993-2001) y de diputada en el Parlamento Europeo (2004-2014).

## Biografía
Nacida el 28 de octubre de 1949 en Belver (municipio de Carrazeda de Ansiães), obtuvo una licenciatura en Filología Clásica en 1973, pasando a trabajar desde entonces como profesora de lengua portuguesa.
Miembro del Partido Socialista (PS), se convirtió en diputada en la Asamblea de la República por primera vez en 1987. Ejerció de presidenta de la Cámara Municipal de Sintra entre diciembre de 1993 y diciembre de 2001.
Fue elegida eurodiputada en las elecciones al Parlamento Europeo de 2004, renovando su escaño en las elecciones al Parlamento Europeo de 2009. Durante su primer mandato de eurodiputada ejerció una vicepresidencia de la Comisión de Derechos de la Mujer e Igualdad de Género (FEMM); también fue miembro de la Comisión de Medio Ambiente, Salud Pública y Seguridad Alimentaria (ENVI). Estrela, que repetiría ambas posiciones en su segundo mandato, también ha sido miembro de la Delegación para las Relaciones con los Países de la América Central, de la Delegación para las Relaciones con los Países de Mercosur (DMER), y de la Delegación en la Asamblea Parlamentaria Euro-Latinoamericana (DLAT).
Fue la elaboradora en 2013 del llamado «Informe Estrela», en torno a la salud sexual y los derechos reproductivos, que entre otras medidas proponía el derecho al aborto «legal, seguro y accesible» a nivel europeo, pero que suscitó el rechazo de una mayoría de la Eurocámara.